# آرتور بریکول
آرتور بریکول (انگلیسی: Arthur Breakwell؛ 1881 – ۱۹۳۰ (۴۸−۴۹ سال)) بازیکن فوتبال بود.